# Mike Mullen
Michael Glenn (Mike) Mullen (Los Angeles (Californië), 4 oktober 1946) is een Amerikaans oud-admiraal. Hij was van 2007 tot 2011 de Chairman of the Joint Chiefs of Staff, de hoogste officier binnen de United States Armed Forces. Van 2005 tot 2007 was hij de Chief of Naval Operations. Van 2003 tot 2004 was hij de Vice Chief of Naval Operations.

## Onderscheidingen
- Defense Distinguished Service Medal with three bronze oak leaf clusters
- Navy Distinguished Service Medal with one gold award star
- Defense Superior Service Medal
- Legioen van Verdienste met 1 zilveren ster award
- Meritorious Service Medal
- Navy and Marine Corps Commendation Medal
- Navy and Marine Corps Achievement Medal
- Navy Unit Commendation Ribbon
- Navy Meritorious Unit Commendation Ribbon
- Navy "E" Ribbon met een with Wreathed Battle E device
- Navy Expeditionary Medal
- National Defense Service Medal with two bronze service stars
- Armed Forces Expeditionary Medal
- Vietnam Service Medal with one bronze star
- Global War on Terrorism Service Medal
- Humanitarian Service Medal with one bronze star
- Navy Sea Service Deployment Ribbon with three bronze stars
- Navy Overseas Service Ribbon with one bronze star
- NAVO-medaille
- Commandeur in de Orde van Verdienste (Chili)
- Grootofficier in de Orde van Verdienste op 15 maart 2007[2]
- Legioen van Eer op 12 mei 2007
- Officier in de Orde van Australië op 5 november 2010
- Kruis van verdienste
- Kruis voor Dapperheid (Vietnam)
- Civil Actions Medal
- Meritorious Service Cross in 2013
- Vietnam Campagne Medaille
- Surface warfare insignia
- Office of the Joint Chiefs of Staff Identification Badge